# Demons and Wizards (album de Uriah Heep)
Ne doit pas être confondu avec Demons & Wizards (groupe).
Albums de Uriah Heep
Look at Yourself
(1971) The Magician's Birthday
(1972)
Singles
1. The Wizard
Sortie : mai 1972
2. Easy Livin'
Sortie : août 1972

Demons and Wizards est le quatrième album studio du groupe de hard rock britannique Uriah Heep. Il est sorti le 19 mai 1972 sur les labels Bronze Records au Royaume-Uni et Mercury Records aux États-Unis. Gerry Bron en est le responsable de la production.
L'album, qui présente un mélange de hard rock et de rock progressif, « était le premier d'une série d'albums étonnants de ce qui est aujourd'hui considéré comme le meilleur line-up du groupe, composé de Box, Byron, Hensley, Kerslake et Thain ». 
Il est le plus grand succès commercial du groupe (Uriah Heep's bestselling album) : il se classe à la 23e place du Billboard 200 aux États-Unis et à la 20e place des charts britanniques,,. C'est l'album qui propulsa le groupe en termes de ventes des deux côtés de l'Atlantique. Demons and Wizards, à l'époque de sa sortie, a été rapidement accepté dans les médias spécialisés et a été le premier grand succès commercial du groupe, atteignant plus de 3 millions d'exemplaires vendus dans le monde,.
« L'album a été certifié disque d'or le 27 octobre 72, une vengeance majeure pour un groupe qui aurait dû conduire au suicide en cas de succès ». En effet, en 1970, la critique Melissa Mills du magazine Rolling Stone avait écrit au sujet des débuts d'Uriah Heep : If this group makes it, I’ll have to commit suicide. From the first note you know you don't want to hear any more (Si ce groupe réussit, je devrai me suicider. Dès la première note, vous savez que vous ne voulez pas en entendre plus),,,,,,.

## Historique

### Contexte
Demons and Wizards est le premier album du groupe sur lequel jouent le batteur Lee Kerslake et le bassiste Gary Thain. 
Lee Kerslake, qui avait déjà joué avec Ken Hensley au sein des groupes The Gods et Toe Fat, remplace Ian Clarke en novembre 1971,,.
Après le départ de Paul Newton (provoqué par une dispute entre son père, manager du groupe, et le producteur Gerry Bron) « le rôle de bassiste revient brièvement à Mark Clarke, bien qu'en l'espace de trois mois seulement, il se soit volontairement retiré pour faire place au Néo-Zélandais Gary Thain. Clarke savait qu'il n'était pas adapté à la charge de travail incessante du Heep, mais il a accepté de rester et d'apprendre les ficelles du métier à l'ancien bassiste du Keef Hartley Band, Gary Thain, lors d'une tournée américaine. Avant de partir, Mark a également eu l'honneur de co-écrire et de chanter une partie de la plus belle chanson du groupe, The Wizard, qui a été enregistrée en single avant l'album »,.
L'arrivée de Gary Thain et de Lee Kerslake renforce un line-up déjà bien solide et assure une formation beaucoup plus fiable et équilibrée, et ce sang neuf semble donner un coup de fouet à la créativité des autres membres,.
Lee Kerslake apporte un jeu plus subtil et plus recherché que son prédécesseur mais il va également participer aux chœurs et prendre part à la composition.
Pour Jean-Marie Vandersmissen, auteur de Parcours hors pistes : le Rock, de l'ombre à la lumière « Uriah Heep a trouvé le line up type : Ken Hensley, un leader charismatique, claviériste, guitariste et compositeur hors normes ; David Byron, une voix d'exception conjuguée à une impressionnante présence scénique ; Mick Box en maître tant à la Les Paul qu'à l'acoustique ; Gary Thain, un « vrai » bassiste qui n'a rien d'un guitariste en proie à la frustration ; Lee Kerslake qui, non content de faire chanter ses fûts, chante lui aussi ».

### Enregistrement, production et publication
L'album est enregistré à la fin du mois de mars et au début du mois d'avril 1972 par Peter Gallen et Ashley Howe aux Lansdowne Recording Studios, Holland Park, à Londres,,, entre une tournée américaine et une tournée européenne, durant les pauses du programme de tournée épuisant établi par Gerry Bron. 
C'est l'un des premiers albums enregistrés sur la machine 16 pistes alors nouvellement installée aux Lansdowne Studios, et le premier enregistrement 16 pistes pour Uriah Heep. Ce passage de l'enregistrement 8 pistes à l'enregistrement 16 pistes permet au groupe d'avoir un son bien meilleur que par le passé.
Produit par Gerry Bron, il est publié en disque vinyle long play (LP), en musicassette et en cartouche huit pistes en mai 1972 au Royaume-Uni sous la référence ILPS 9193 sur le label Bronze Records,,,, un label créé en 1971 par Gerry Bron lui-même (qui était un ancien de chez Vertigo), et aux États-Unis sur le label Mercury Records sous la référence SRM 1630. Il sort également la même année en LP et en cassette sur le label Island Records. La notice est de la main de Ken Hensley lui-même,,,. La pochette intérieure contient les paroles des neuf chansons.
De cet album sont tirés deux singles, The Wizard que Ken Hensley coécrivit avec l'éphémère bassiste du groupe Mark Clarke — celui-ci dans une interview, certifia avoir participé à l'enregistrement figurant sur l'album — et Easy Livin' qui sera le premier hit single du groupe aux États-Unis (39e place du Billboard Hot 100).

### Rééditions
L'album est réédité en LP de très nombreuses fois de 1973 à 2020 par les labels Bronze, Mercury, Island, Festival Records, Castle Classics, Lup Som, SNC Records, Castle Communications, Castle Music, Earmark, Back On Black, Wax Cathedral, Sanctuary Records, Play It Again Sam (PIAS) et BMG. 
Il est également réédité à de très nombreuses reprises en CD de 1986 à 2018 par les labels Victor, Castle, Carrère, Bronze, Mercury, Metal Mania, Éditions Atlas, Essential, ООО "ДОРА", Rostok Records, Sanctuary, BMG, ООО "Азия Рекордз", Back On Black et Not On Label.
Certains CD présentent une version étendue de l'album avec des titres bonus issus de la session d'enregistrement originale,.

## Pochette de l'album
La pochette de l'album est signée par  Roger Dean,,,,, un artiste, designer, architecte et éditeur anglais, surtout connu pour son travail sur les pochettes d'albums de rock progressif (Yes, Uriah Heep, Asia, Osibisa) qui présentent généralement des paysages exotiques et fantastiques.
Il s'agit du premier album de Uriah Heep avec une couverture conçue par Roger Dean.
Dans le coin supérieur gauche de la couverture, une image érotique représente une grotte en forme de vagin et un phallus dressé au milieu de la cascade qui sort de la grotte,,,.

## Accueil critique

### Notices de disque
Dave Ling, rédacteur du magazine Classic Rock et auteur du livre Wizards and Demons: The Uriah Heep Story, écrit dans la notice du CD Demons and Wizards, paru chez Sanctuary en 2003, que l'album Demons and Wizards est « considéré par la plupart comme le joyau scintillant de la couronne d'Uriah Heep ».
Dans la compiler's note du même CD, Robert M. Corich (qui a remastérisé cet album en 1994 et en 2003) écrit en février 2003 : « Demons and Wizards était alors (et est toujours pour beaucoup de fans) leur œuvre la plus cohérente à ce jour. C'est un album de rock classique dans tous les sens du terme et il mérite une place de choix dans la collection de tout amoureux du genre qui se respecte. Il s'agit clairement du genre de disque que l'on emmènerait sur une île déserte (a desert island disk) ».

### Presse
À l'époque de la sortie de l'album, la presse musicale était enthousiasmée par l'album : le magazine Rolling Stone en particulier était très positif, après avoir descendu l'album précédent Look At Yourself. 

### AllMusic
Le site AllMusic attribue 4,5 étoiles à l'album.
Pour le critique musical Donald A. Guarisco d'AllMusic « le clou de l'album est le final formé par les morceaux Paradise et The Spell : la première partie de ce final commence sur un mode folk acoustique et ajoute lentement des couches d'orgue et de guitare électrique jusqu'à ce qu'il devienne un morceau puissant et lent, tandis que la deuxième partie est percutante, dominée par l'orgue, avec une section médiane instrumentale où des harmonies de style choral renforcent un solo de guitare de Ken Hensley proche du style de Pink Floyd. Dans l'ensemble, Demons and Wizards est à la fois une vitrine de la puissance de feu instrumentale d'Uriah Heep et une excellente démonstration de leurs talents d'auteurs-compositeurs dans divers styles de hard rock. De ce fait, il est considéré par de nombreux fans comme leur plus belle période et vaut certainement le détour pour quiconque s'intéresse au heavy metal des années 1970 ».

### Livres
Pour Jean-Marie Vandersmissen, auteur de Parcours hors pistes : le Rock, de l'ombre à la lumière « Il n'était plus question d'ignorer Uriah Heep ni moins encore leur fabuleux dernier album, Demons and Wizards. Il ne circulait pas entre nous, chacun le possédait ». « Ce disque était simplement ce qu'Uriah Heep avait proposé de meilleur à ce stade. La chanson d'ouverture, The Wizard, illustrait avec force mélodies le graphisme surprenant de la pochette réalisée par Roger Dean, l'incontournable peintre du rock progressif ». « Si Demons and Wizards est un grand album de rock, il le doit - outre à la qualité de ses compositions - à une alternance des morceaux savamment orchestrée. Neuf chansons, dont six sont réparties et réunies entre elles par des titres plus carrés ».
Jean-Marie Vandersmissen conclut en mettant en exergue le final Paradise / The Spell : « Petits joyaux taillés et sertis dans le même or par Ken Hensley. Deux chansons jumelles qui, aujourd'hui encore, partagent les puristes afin de déterminer si Uriah Heep est à considérer hard ou progressif... ».

### Blogs
France
Pour Fishbowlman, du blog Les Éternels, « Demons And Wizards est à Uriah Heep ce que Machine Head est à Deep Purple : un album rempli de classiques, proche de la perfection. La musique du Heep prend de l'ampleur sur Demons And Wizards, avec plus de chœurs, de guitares acoustiques et d'arrangements. Quant à l'enchainement Paradise/The Spell (…) il s'agit d'un des plus beaux morceaux du répertoire du Heep, avec plus de 12 minutes au compteur. La ballade est magnifique : des guitares acoustiques, un solo planant, des envolées lyriques… ». Fishbowlman conclut en disant que, parmi les albums d'Uriah Heep, celui-ci est « le plus homogène en tout cas, le classique des classiques » et il lui attribue une note de 17,5 sur 20.
The Wicker Man, du blog Hard Rock 80, souligne lui aussi ce « final où le groupe semble se transformer en chorale gospel tandis que Byron nous montre toute l'étendue de son talent. Les deux derniers titres n'en forment en réalité qu'un et nous offrent la face la plus progressive du groupe. Paradise commence comme un duo acoustique entre Ken Hensley et David Byron très réussi et plutôt envoûtant. S'électrifiant peu à peu, il se transforme subitement en morceau joyeux et enlevé avec The Spell avant de redevenir mélancolique, Mick Box en profitant pour effectuer un solo très gilmourien sur fond de chœurs magnifiques. Splendide. Le mélange de hard rock et de rock progressif est arrivé à sa maturité et Uriah Heep a trouvé le style qui fera leur gloire ».
Allemagne et Pays-Bas
Norbert von Fransecky, du blog allemand Musik An Sich, parle lui aussi de « l'un des grands morceaux de prog, le double titre Paradise / The Spell. Une transition instrumentale endiablée relie le morceau Paradise plus calme à l'hymne envoûtant The Spell. David Byron fait vraiment des miracles avec sa voix. Voici un chanteur qui doit certainement être mentionné dans la lignée de Ian Gillan, Ronnie James Dio et David Coverdale ».
Harry Pater, du blog néerlandais Classic Rock Mag, se contente de souligner que « Parmi les fans d'Uriah Heep, c'est l'album studio le plus apprécié ».
Pour Martien Koolen, du blog néerlandais Background Magazine, « Demons And Wizards est un album absolument essentiel pour tout fan de ce genre musical, un album très influent qui ne peut être négligé ou ignoré ».
Italie et Espagne
Sur le blog italien Metallized, Francesco Gallina écrit : « Si quelqu'un avait des doutes sur les raisons pour lesquelles on a fait le rapprochement entre Heep et Purple, alors qu'il écoute Easy Livin' ».
Roberto 'Keledan' Buonanno, du blog italien TrueMetal, estime que « Demons And Wizards est un jalon du hard rock des années 70, puissant et captivant ». Pour lui, ce disque est « un album parfait, passionnant, immense. À avoir, à écouter, à faire écouter », l'œuvre « d'un groupe historique qui mériterait au moins le même succès que Deep Purple, Led Zeppelin et compagnie ».
Pour Christian Dárchez, sur le blog espagnol Dioses del Metal, cet album est un bijou et « une des œuvres les plus importantes du hard rock ».
Sergio Martín, du blog espagnol Noche de Rock, estime que Demons and Wizards est un « album essentiel de la décennie dorée du hard rock » et le chef-d'œuvre d'Uriah Heep, son album le plus reconnu par la critique et le public.

## Liste des titres

### Édition originale
Face 1
| No | Titre             | Auteur                                | Durée |
| -- | ----------------- | ------------------------------------- | ----- |
| 1. | The Wizard        | Ken Hensley / Mark Clarke             | 3:00  |
| 2. | Traveller in Time | David Byron / Mick Box / Lee Kerslake | 3:25  |
| 3. | Easy Livin'       | Hensley                               | 2:37  |
| 4. | Poet's Justice    | Hensley / Box / Kerslake              | 4:15  |
| 5. | Circle of Hands   | Hensley                               | 6:25  |

Face 2
| No | Titre         | Auteur                 | Durée |
| -- | ------------- | ---------------------- | ----- |
| 6. | Rainbow Demon | Hensley                | 4:25  |
| 7. | All My Life   | Box / Byron / Kerslake | 2:44  |
| 8. | Paradise      | Hensley                | 5:10  |
| 9. | The Spell     | Hensley                | 7:31  |

### Titres bonus de la réédition 1996
| No  | Titre                                  | Auteur                              | Durée |
| --- | -------------------------------------- | ----------------------------------- | ----- |
| 10. | Why (face B du single "The Wizard")    | Box / Byron / Hensley / Paul Newton | 4:53  |
| 11. | Why (version inédite)                  | Box / Byron / Hensley / Newton      | 7:39  |
| 12. | Home Again to You (démo, titre inédit) | Hensley                             | 5:28  |

### Titres bonus des versions 2001 et 2003
| No  | Titre                                     | Auteur                         | Durée |
| --- | ----------------------------------------- | ------------------------------ | ----- |
| 10. | Why (version rallongée inédite de 1972)   | Box / Byron / Hensley / Newton | 10:34 |
| 11. | Rainbow Demon (version single inédite)    | Hensley                        | 3:36  |
| 12. | Proud Words On A Dusty Shelf (démo)       | Hensley                        | 2:51  |
| 13. | Home Again To You (démo, version inédite) |                                | 5:36  |
| 14. | Green Eye (démo, titre inédit)            |                                | 3:46  |

### Disque bonus de la version Deluxe 2017
- Tous les titres sont dans leur version alternative inédite

| No  | Titre                       | Durée |
| --- | --------------------------- | ----- |
| 1.  | Easy Livin                  | 2:39  |
| 2.  | Rainbow Demon               | 6:13  |
| 3.  | Traveller in Time           | 3:48  |
| 4.  | Paradise                    | 5:26  |
| 5.  | The Spell                   | 8:11  |
| 6.  | All My Life                 | 3:11  |
| 7.  | Home Again To You           | 4:53  |
| 8.  | Why                         | 13:46 |
| 9.  | The Wizard                  | 3:06  |
| 10. | Poet's Justice              | 4:43  |
| 11. | Circle of Hands             | 8:08  |
| 12. | Proud Words                 | 2:55  |
| 13. | Green Eye                   | 4:08  |
| 14. | Why (alternate single edit) | 4:45  |

## Musiciens
- Gary Thain : guitare basse
- Lee Kerslake : batterie, percussions
- Mick Box : guitare
- Ken Hensley : claviers, guitare, percussions
- David Byron : chant
- Mark Clarke : basse et chœurs sur le titre The Wizard (non crédité sur la pochette de l'album)

## Citations
- Sacrifice, the future has its price and today is only yesterday's tomorrow (Circle of Hands)

## Classements et certification

### Album
| Pays                                  | Durée du classement | Meilleur classement | Date            |
| ------------------------------------- | ------------------- | ------------------- | --------------- |
| Allemagne (GfK Entertainment)         | 8 semaines          | 5e                  | 15 juillet 1972 |
| Australie (Go-Set Album chart)        | 3 semaines          | 14e                 | 2 décembre 1972 |
| Canada (RPM)                          | 28 semaines         | 22e                 | 12 août 1972    |
| États-Unis (Billboard 200)            | 38 semaines         | 23e                 | 28 octobre 1972 |
| Norvège (VG-lista)                    | 24 semaines         | 5e                  | 1er août 1972   |
| Royaume-Uni (UK Albums Chart)         | 11 semaines         | 20e                 | 4 juin 1972     |
| Royaume-Uni (UK Rock and Metal Chart) | 3 semaines          | 13e                 | 21 août 2020    |
| Suisse (Schweizer Hitparade)          | 1 semaine           | 89e                 | 6 mars 2022     |

Certification
| Pays       | Certification | Ventes    | Date            |
| ---------- | ------------- | --------- | --------------- |
| États-Unis | Or            | 500 000 + | 27 octobre 1972 |

### Classements des singles
| Single      | Chart                   | Durée du classement | Position | Date              |
| ----------- | ----------------------- | ------------------- | -------- | ----------------- |
| The Wizard  | (Single Top 100) ,      | 6 semaines          | 34e      | 3 avril 1972      |
| The Wizard  | (RPM Top Singles)       | 5 semaines          | 86e      | 1er avril 1972    |
| The Wizard  | (Schweizer Hitparade) , | 5 semaines          | 8e       | 4 avril 1972      |
| Easy Livin' | (Single Top 100)        | 23 semaines         | 15e      | 7 août 1972       |
| Easy Livin' | (W) (Ultratop)          | 4 semaines          | 36e      | 2 septembre 1972  |
| Easy Livin' | (RPM Top Singles)       | 10 semaines         | 25e      | 1er octobre 1972  |
| Easy Livin' | (Hot 100)               | 12 semaines         | 39e      | 23 septembre 1972 |
| Easy Livin' | (Single Top 100)        | 7 semaines          | 5e       | 29 septembre 1972 |